# Districtul Tha Khantho
Tha Khantho (în thailandeză ท่าคันโท) este un district (Amphoe) din provincia Kalasin, Thailanda, cu o populație de 37.293 de locuitori și o suprafață de 393,6 km².

## Componență
Districtul este subdivizat în six subdistricte (tambon), care sunt subdivizate în 59 de sate (muban).
| Nr. | Nume        | În thailandeză | Sate | Locuitori |  |
| --- | ----------- | -------------- | ---- | --------- |  |
| 1.  | Tha Khantho | ท่าคันโท         | 9    | 5,770     |  |
| 2.  | Kung Kao    | กุงเก่า          | 11   | 6,608     |  |
| 3.  | Yang Um     | ยางอู้ม          | 6    | 4,412     |  |
| 4.  | Kut Chik    | กุดจิก           | 11   | 5,457     |  |
| 5.  | Na Tan      | นาตาล          | 13   | 10,433    |  |
| 6.  | Dong Sombun | ดงสมบูรณ์        | 9    | 4,613     |  |